# Puchar Polski w hokeju na lodzie 2000
Puchar Polski w hokeju na lodzie 2000 – 3. edycja Pucharu Polski w hokeju na lodzie i jednocześnie pierwsza po reaktywacji rozgrywek.

## Eliminacje
- SKH Sanok – Dwory Unia Oświęcim 0:2
  - SKH Sanok  – Dwory Unia Oświęcim 4:7 (1:4, 1:1, 2:2)[1]
  - Dwory Unia Oświęcim  – SKH Sanok 8:4 (2:1, 3:1, 3:2)[2]

Eliminacje rozgrywek zaplanowano w trakcie fazy play-off Polskiej Ligi Hokejowej 1999/2000 (po etapie półfinałów) oraz w trakcie organizowanego w Katowicach turnieju mistrzostw świata edycji 2000 Grupy B; poza rywalizacją Unii z Sanokiem z uczestnictwa w PP zostały wycofane zespoły KKH Katowice i KTH Krynica, a cały format pucharu był krytykowany (np. przez Wincentego Kawę).

## Finał
Finał rozgrywek został rozegrany w Narodowe Święto Niepodległości 11 listopada 2000 na lodowisku w Krynicy-Zdroju i jednocześnie stanowił imprezę rozpoczynającą obchody 75-lecia istnienia Polskiego Związku Hokeja na Lodzie.
| 11 listopada 2000 | Dwory Unia Oświęcim | 4:0 | Tymbark Podhale Nowy Targ | Hala widowiskowo-sportowa, Krynica-Zdrój |

| | A. Malicki 24:00 M. Garbocz 26:00 W. Klisiak 37:00 L. Laszkiewicz 40:00 | (1:0, 1:0, 1:1) |  | Widzów: 1000 Sędzia główny: Jacek Chadziński (Kraków) |
| 16 min. kar |                                                                         | 14 min. kar |  | Widzów: 1000 Sędzia główny: Jacek Chadziński (Kraków) |
| Skład: Jaroslav Brňo - Miroslav Číhal, Sebastian Gonera, Jarosław Kłys, Witold Magiera, Tomasz Piątek, Jacek Zamojski - Michał Garbocz, Karel Horný, Ireneusz Jarosz, Waldemar Klisiak, Leszek Laszkiewicz, Artur Malicki, Roman Mucha, Adrian Parzyszek, Mariusz Puzio, Miłosz Ryczko, Sławomir Wieloch, Mariusz Wojciechowski Trener: Pavel Soudský |                                                                         | Skład: Marek Rączka - Paweł Gil, Piotr Gil, Andrzej Gretka, Sebastian Łabuz, Oktawiusz Marcińczak, Bartłomiej Piotrowski, Sebastian Smreczyński, Rafał Sroka - Sebastian Biela, Dariusz Łyszczarczyk, Wojciech Słowakiewicz, Łukasz Gil, Tomasz Koszarek, Mateusz Malinowski, Michał Piotrowski, Tomasz Podlipni, Łukasz Rusinowicz, Robert Smreczyński, Zdzisław Zaręba, Krzysztof Zapała Trener: Andrzej Słowakiewicz |  | Widzów: 1000 Sędzia główny: Jacek Chadziński (Kraków) |